# Гюнтер XXX фон Шварцбург-Вахсенбург
Гюнтер XXX фон Шварцбург-Вахсенбург (на немски: Günther XXX, Graf von Schwarzburg-Wachsenburg; † 21 февруари 1395/21 юли 1396) е граф на Шварцбург-Вахсенбург в Тюрингия.
Той е син на граф Йохан II фон Шварцбург-Вахсенбург (1327 – 1407) и втората му съпруга София фон Шварцбург († сл. 1395), вдовица на граф Фридрих II фон Орламюнде († 1367), na граф Георг I фон Кефернбург-Илменау († 1376) и на граф Хайнрих XI фон Щолберг († 1377/78), дъщеря на крал Гюнтер XXI фон Шварцбург-Бланкенбург († 1349) и Елизабет фон Хонщайн-Клетенберг († 1380).
Внук е на граф Гюнтер XVIII фон Шварцбург-Вахсенбург († 1355) и Рихца фон Шлюселберг († 1359).

## Фамилия
Гюнтер XXX фон Шварцбург-Вахсенбург се жени на 6 май 1367 г. за Юта фон Шварцбург-Бланкенбург († 1372). Те имат децата:
- Хайнрих XXI фон Шварцбург-Вахсенбург (* 1376/1380; † сл. 10 април 1406), граф на Шварцбург-Вахсенбург, сгоден на 4 септември 1390 г., женен на 20/29 октомври 1398 г. за Ана/Маргарета фон Хоенлое-Браунек (* пр. 1390; † сл. 1429), дъщеря на Конрад II фон Хоенлое-Браунек-Креглинген († 1390) и Анна фон Хоенлое († 1434)
- Гюнтер XXXII фон Шварцбург-Вахсенбург († 1 февруари 1450 в замък Тарандт в Саксонска Швейцария - Източен Ерцгебирге), граф на Шварцбург-Вахсенбург (1407 – 1450), женен I. жени на 16 ноември 1407 г. или ок. 1413 г. за Мехтхилд фон Хенеберг-Шлойзинген († 6 май 1438/2 март 1445), II. за Катарина фон Шьонбург-Глаухау-Лихтенщайн (* 1419; † сл. 18 февруари 1453)
- Анна фон Шварцбург († sl. 31 mart 1439), монахиня, абатиса на манастира на Илм

Гюнтер XXX фон Шварцбург-Вахсенбург има незаконен син:
- Гюнтер († сл. 1465)